# Kim Lim-hwan
Kim Lim-hwan (* 6. Mai 1992) ist ein südkoreanischer Judoka. Er war 2019 Weltmeisterschaftszweiter im Halbleichtgewicht, der Gewichtsklasse bis 66 Kilogramm.

## Sportliche Karriere
Kim belegte 2014 den dritten Platz beim Grand Slam in Baku. 2016 siegte er beim Grand Prix von Samsun. Bei den Weltmeisterschaften 2017 in Budapest unterlag er im Viertelfinale dem Russen Michail Puljajew und belegte den fünften Platz. 
2019 erreichte Kim das Finale beim Grand Slam in Düsseldorf und belegte den zweiten Platz hinter dem Japaner Joshiro Maruyama. Im Mai 2019 siegte er beim Grand Prix in Hohhot. Bei den Weltmeisterschaften 2019 in Tokio bezwang er im Viertelfinale den Ukrainer Bohdan Iadow und im Halbfinale Denis Vieru aus der Republik Moldau. Im Finale traf er wie in Düsseldorf auf Joshiro Maruyama und erhielt die Silbermedaille.